# 프론트홀
C-RAN 전기통신 구조의 프론트홀(fronthaul) 부분은 중앙 집권식 라디오 컨트롤러와 라디오 헤드(mast) 간의 중간 링크들을 구성한다.(셀룰러 네트워크)의 에지/edge에서)
일반적으로 백홀망과 일치하지만 다소 다르다. C-RAN에서 기술적으로 백홀 데이터는 중앙 집권식 컨트롤러의 프론트홀망으로부터만 디코딩되고 여기서 백본망으로 전송된다.
CPRI나 OBSAI 포맷으로 데이터를 전달하는 전용 파이버로 구성된다. 이 섬유망은 모바일 네트워크 운용자에 의해 임대 또는 소유된다. 영국을 예를 들면 BT 그룹은 방송탑의 파이버망 대부분을 소유한다. 이더넷을 수정하여 프론트홀망에 더 적합하게 만들자는 제안이 있다.